# علم النفس المسيحي
|                                                                                  |  |  |
| شخصيات بارزة في علم النفس المسيحي: غوتفريد لايبنتس (يمين)؛ ورينيه ديكارت (يسار). |  |  |

علم النفس المسيحي هو دمج اللاهوت المسيحي وعلم النفس. واحدة من جوانب علم النفس المسيحي التمسك بعلم النفس المتعلق بتعاليم الديانة المسيحية وتعاليم يسوع لشرح العقل البشري والسلوك. علم النفس المسيحي هو مصطلح يستخدم عادًة في إشارة إلى الأطباء النفسيين المسيحيين البروتستانت الذين يسعون جاهدين لإحتضان على حد سواء معتقداتهم الدينية والتدريب النفسي في ممارستهم المهنية.
وافقت الجمعية الأمريكية لعلم النفس في الولايات المتحدة على إقامة دورات في علم النفس المسيحي والمتاحة على مستويات البكالوريوس والدراسات العليا على أساس العلوم التطبيقية، والفلسفة المسيحية والفهم المسيحي في علم النفس. في الممارسات النفسية الحديثة، كانت المسيحية جزء من العلاجات المختلفة. ومن الخيارات الرئيسية لعلم النفس المسيحي المشورة المسيحية. حيث تسمح جوانب علم النفس، مثل العاطفة، شرح المعتقدات المسيحية. ويعتقد أنه بإمكان فهم العقل البشري من خلال الجوانب النفسية والروحية. يعتبر الدكتور ديسلفر «والد علم النفس المسيحي وفقًا للجامعة الكاثوليكية في أمريكا». كما تنشر عدد من الجامعات المسيحية عددًا خاصًا من المجلات العلمية في علم النفس المسيحي في كل عام.